# Meic Stephens
Meic Stephens (Treforest, 23 de julho de 1938 – Cardiff, 3 de julho de 2018) foi um editor literário, jornalista, tradutor e poeta galês .

## Biografia
Escreveu artigos sobre a literatura no país de Galês para o jornal, Western de Email, e os obituários de personalidades locais para O Independente. Teve 4 filhos, incluindo o apresentador de rádio Huw Stephens.
Morreu em 3 de julho de 2018, aos 79 anos.